# Новые Зятцы
Но́вые Зя́тцы (удм. Выль Ӟатча) — село в Игринском районе Удмуртской Республики, центр муниципального образования «Новозятцинское».
Так же, как и расположенные неподалёку Старые Зятцы, ведёт название от удмуртского рода «Ӟатча».

## Географическое положение
Населённый пункт расположен на Сибирском тракте, в 80 километрах к северо-западу от столицы республики города Ижевска и 30 километрах к западу от районного муниципального центра посёлка Игра. В селе семь улиц. Главная улица, Центральная, протянулась с северо-запада на юго-восток вдоль Сибирскому тракту на расстояние три километра. На юго-востоке улица заканчивается кладбищем, а на северо-западе — зданием Новозятцинского лесничества. С севера на юг Центральную улицу пересекает Красногорский тракт.
Ближайшие населённые пункты:
- на юге в 12 км село Старые Зятцы;
- на юго-западе в 14 км село Узи;
- на севере в 9 км посёлок Малягурт;
- на северо-востоке в 12 км деревня Сектыр.

### Водоёмы
- Мелиораторский пруд
- Колхозный пруд
- Детдомовский (Школьный) пруд
- Гаражный пруд

### Фауна
Животные, встречающиеся в лесах вокруг села: лось, заяц, лиса, бобр, волк, кабан, белка, медведь. Пресноводные рыбы: карась, линь, налим, щука, окунь, пескарь, карп. Пресмыкающиеся: обыкновенный уж, гадюка, жаба.

### Флора
Деревья: берёза, осина, клён, ольха, ель, сосна, лиственница, липа. Кустарники: малина, смородина, шиповник

### Климат
Умеренный. Преобладают ветра юго-западного направления.

## История
До 1552 года земля, на которой расположено село, находилась под покровительством Казанского ханства. После взятия Иваном Грозным Казани стала относиться к Русскому царству, существовавшему с 1547 по 1721 год. В 1708-1710 году Петром Первым страна была разделена на семь губерний, в результате территория села вошла в Малмыжский уезд Казанской губернии. К 1719 году по реформе Петра Первого о разделении губерний на провинции территория села относилась к Малмыжскому уезду Казанской губернии Казанской провинции. Согласно реформе Екатерины II 1775 года было образовано Вятское наместничество, в которое село вошло в составе Малмыжского уезда. В 1796 году Вятское наместничество было преобразовано в Вятскую губернию; это административное деление сохранилось до 1921 года.
В 1918 году в селе был создан исполнительный комитет Новозятцинского сельского Совета рабочих, крестьянских и красноармейских депутатов.
С 5 января 1921 г. село принадлежало к Старозятцинской волости Ижевского уезда ВАО Вятской губернии, с 15 июля 1929 г. по 23 января 1935 г. — Селтинскому району ВАО Нижегородской области, с января 1932 г. — УАО, с 8 января 1935 г. село принадлежало к Старозятцинскому району созданной 28 декабря 1934 г. Удмуртской АССР. Старозятцинский район упразднён на основании указа Президиума Верховного Совета Удмуртской АССР от 5 марта 1963 года. Указом Президиума Верховного Совета УАССР от 16 января 1965 года в Новозятцинский сельсовет переданы посёлок Промкомбинат, деревни Шушангурт, Калмыки, Лудяны, Мочешур, Нижний Утем, Средний Утем, Каменцы, Чечеги, Верхний Утем и посёлок конторы «Заготскот».

## Население
| 2010 | 2012 |
| ---- | ---- |
| 436  | ↘420 |

## Транспорт
По южной окраине проходит трасса Р242, благодаря её близости транспортное сообщение не затруднено. В селе дороги грунтовые. 

## Инфраструктура
- Детский сад
- Центральный сельский дом культуры
- Отделение почтовой связи № 427153
- Новозятцинское лесничество
- Индивидуальное предприятие "Пилорама"

## Улицы
- Дружбы
- Заря
- Молодёжная
- Полевая
- Строителей
- Центральная
- Южная

## Русская православная церковь
- Никольская церковь